# Aeropuerto del Condado de Lethbridge
El Aeropuerto del Condado de Lethbridge (del inglés: Lethbridge County Airport) (IATA: YQL, OACI: CYQL), se ubica a 4 MN (7.4 km; 4.6 mi) al sureste de Lethbridge, Alberta, Canadá. El tiempo estimado de viaje desde el centro de la ciudad al aeropuerto es de 10-15 minutos. El terminal tiene servicios regulares a las ciudades de Calgary y Edmonton en Alberta. Este aeropuerto es clasificado por NAV CANADA como un puerto de entrada y es servido por Canada Border Services Agency. Los oficiales de la CBSA pueden atender aviones de hasta 15 pasajeros. Este aeropuerto es además la base para el Show Aéreo Internacional de Alberta.

## Aerolíneas y destinos

### Destinos nacionales
| Ciudades | Nombre del aeropuerto               | Aerolíneas                        |
| -------- | ----------------------------------- | --------------------------------- |
| Calgary  | Aeropuerto Internacional de Calgary | Air Canada Express / WestJet Link |